# Myloplus
Myloplus — рід харациноподібних риб підродини Myleinae родини піраньєвих. Поширені в тропічній і субтропічній Південній Америці, де вони мешкають у річках і струмках (як повільних, так і швидкоплинних). Вони переважно травоїдні, але також поглинають деяку кількість тварин. Залежно від конкретного виду, вони досягають до 16–56 см завдовжки. Дорослі самці мають подвійний анальний плавець і ниткоподібні розширення на спинному плавці, і обидві статі (але особливо самці) можуть бути яскраво забарвлені в період розмноження.

## Види
Станом на середину 2025 року рід включав такі види:
- Myloplus animacula Soares, Andrade & Lucinda, 2023
- Myloplus arnoldi Ahl, 1936
- Myloplus asterias (Müller & Troschel, 1844)
- Myloplus aylan Pereira, Ota, Machado, Collins, Ândrade, Garcia-Ayala, Jégu, Farias & Hrbek, 2024[3]
- Myloplus levis (Eigenmann & McAtee, 1907)
- Myloplus lobatus (Valenciennes, 1850)
- Myloplus lucienae Andrade, Ota, Bastos & Jégu, 2016
- Myloplus nigrolineatus Ota, Machado, Andrade, Collins, Farias & Hrbek, 2020
- Myloplus planquettei Jégu, Keith & Le Bail, 2003
- Myloplus rubripinnis (Müller & Troschel, 1844)
- Myloplus sauron Pereira, Ota, Machado, Collins, Ândrade, Garcia-Ayala, Jégu, Farias & Hrbek, 2024[3]
- Myloplus schomburgkii (Jardine, 1841)
- Myloplus ternetzi (Norman, 1929)
- Myloplus tiete (Eigenmann & Norris, 1900)
- Myloplus torquatus (Kner, 1858)
- Myloplus tumukumak Andrade, Jégu & Gama, 2018[4]
- Myloplus zorroi Andrade, Jégu & Giarrizzo, 2016